# Cine Club

Ambigramma con la parola Club Ciné

Con il termine Cine Club, Circolo cinematografico o Circolo del Cinema, a volte scritto Cineclub oppure alla francese ciné-club, ed al quale corrispondono il termine inglese Film Society o il tedesco Filmfreunden, si intende una Associazione culturale senza scopo di lucro finalizzata allo studio, alla diffusione ed alla preservazione della cultura e dell'arte cinematografica. Generalmente questi circoli per cinefili organizzano proiezioni di film che altrimenti non sarebbero distribuiti dal circuito mainstream, anche se qualche volta questa vocazione originaria viene dimenticata. Le iniziative che un Cine Club può realizzare a tale scopo possono essere di vario tipo e tra queste vi sono la proiezioni di film (generalmente film d'essai o comunque di particolare valore cinematografico, poetico o documentaristico), organizzazione di conferenze, dibattiti ed incontri, costituzione di biblioteche o cineteche e produzione di film a passo ridotto o di film sperimentali. I Cine Club sono poi generalmente federati a livello nazionale.
I Cine Club non vanno poi confusi con i club-cinema italiani sul modello del Filmstudio '70 di Roma.

## Storia del Cine Club

### Francia: Le origini prima della Grande Guerra

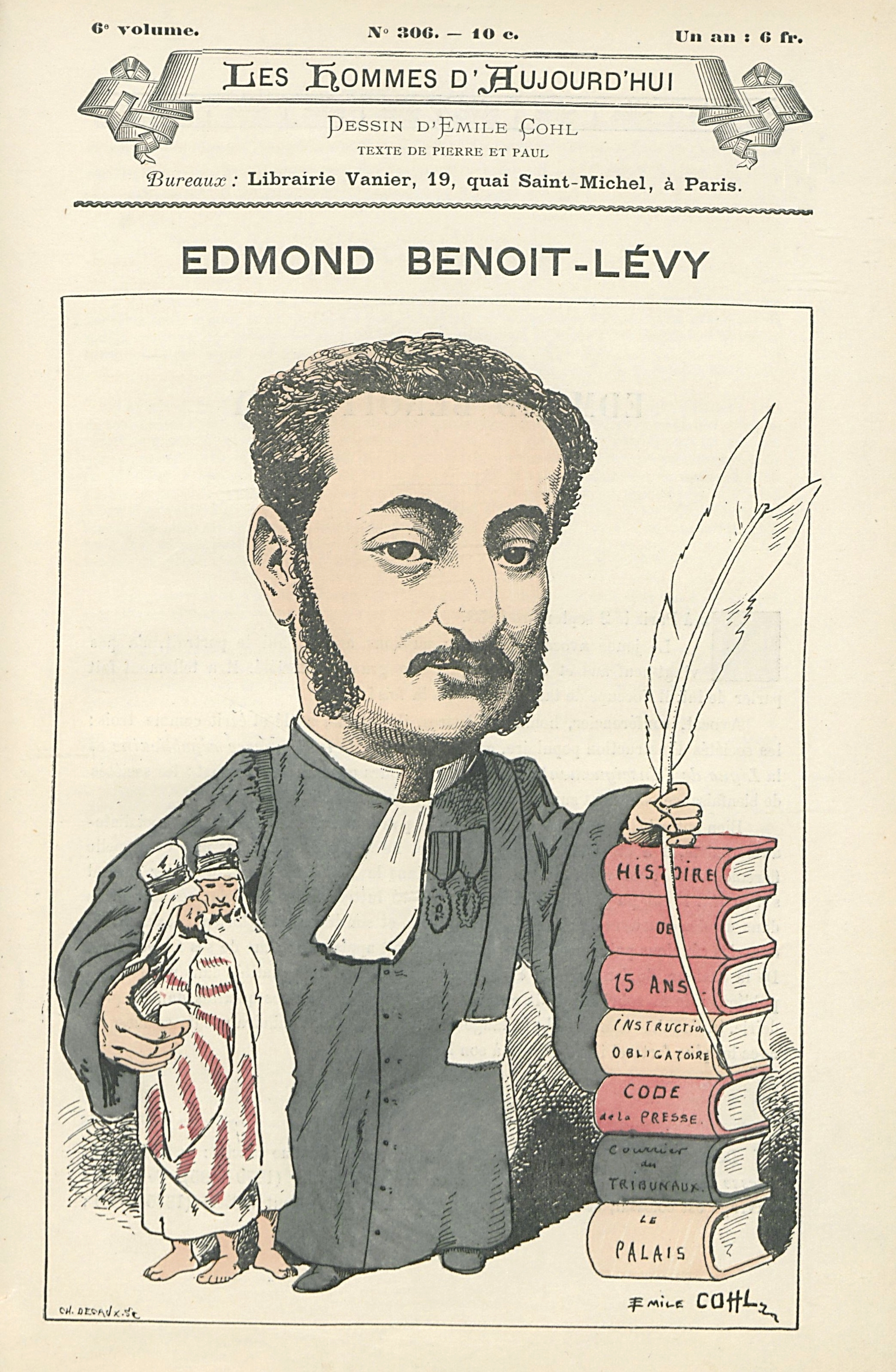
Edmond Benoît-Lévy in una caricatura di Émile Cohl pubblicata su Les hommes d'aujour d'Hui

Fin dalla sua creazione, il cinema fu pensato come un potenziale strumento didattico, al pari del cinetoscopio e della lanterna magica, già utilizzati a questo scopo. I movimenti cattolici e laici, che lo vedevano come "un formidabile mezzo di educazione, influenza e propaganda", ne fecero un largo uso.
I cattolici "furono senza dubbio i primi a comprendere il possibile uso del cinema ai fini di divulgare la fede", che attuarono attraverso la rivista Le Fascinateur, creata nel 1903. In questa logica, le proiezioni ebbero luogo nelle chiese prima che la Sacra Congregazione le proibisse nel 1912. L'adozione del cinema come mezzo educativo ed evangelizzatore non fu quindi unanime.
Per Christian-Marc Bosséno, il ritardo dei laici nell’adottare il cinema come mezzo educativo era chiaramente visibile.
Secondo Laurent Mannoni, il termine cineclub apparve per la prima volta con la creazione del "Ciné-Club" di Edmond Benoît-Lévy presso il cinema Omnia Pathé (Parigi) nell'aprile del 1907. Situato al 5 di boulevard Montmartre a Parigi, il suo scopo era quello di preservare e mettere a disposizione dei suoi membri tutti i documenti e le produzioni cinematografiche esistenti. Il cine-club disponeva anche di una sala di proiezione.

### Francia: gli anni '20 e la nascita dei Cine Club

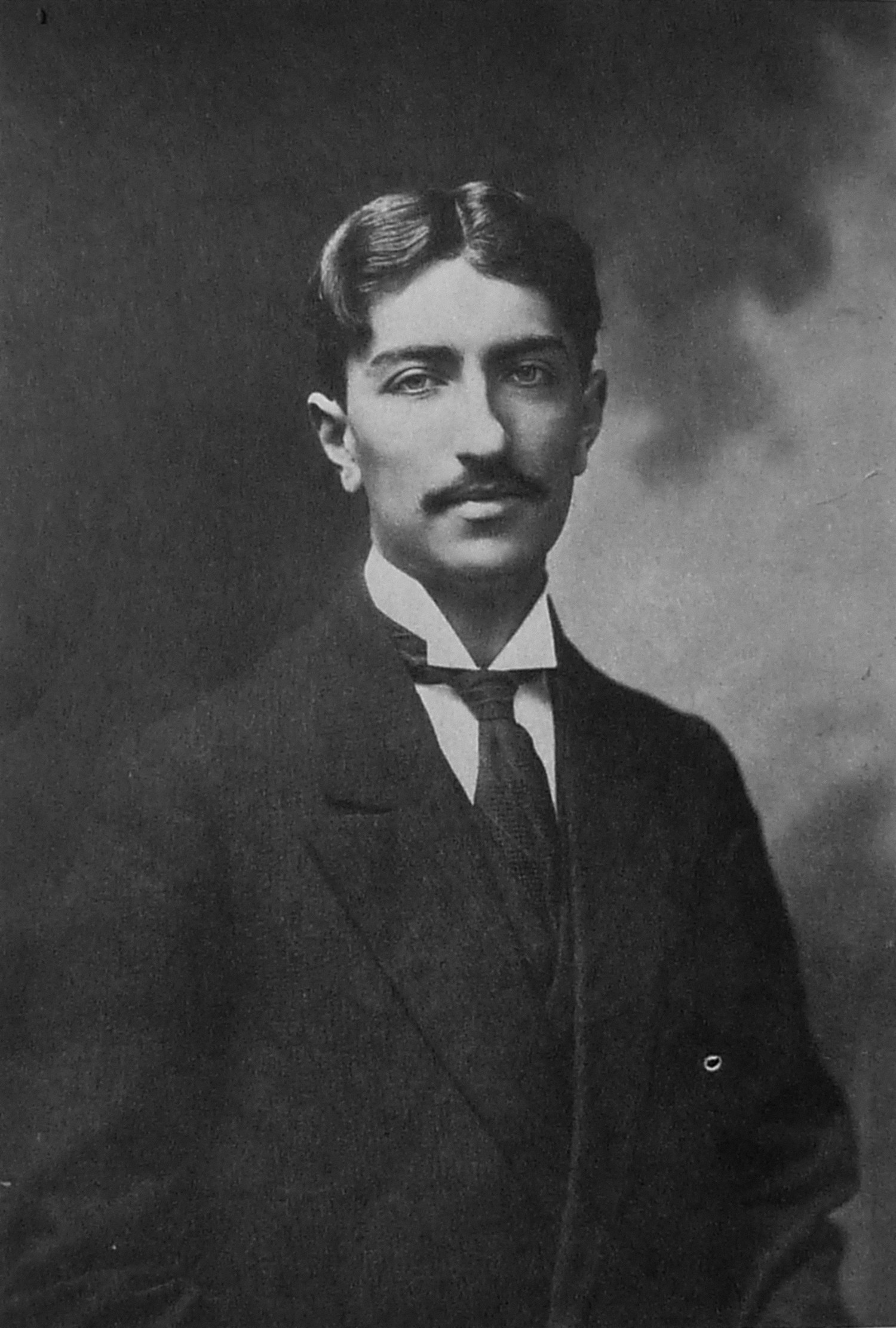
Louis Delluc in una fot di Nadar del 1920

Il periodo interbellico vide una forte espansione dell'arte cinematografica in tutto il mondo.
Il fenomeno dei ciné-club nacque in Francia nel 1921 ad opera di Louis Delluc, che, già dal 1920 aveva creato la rivista Journal du ciné-club con l'intento di sviluppare un movimento che fornisse nuove possibilità alla cinematografia. Il primo film proiettato da Delluc il 14 novembre 1921 fu Il gabinetto del dottor Caligari di Robert Wiene, con il patrocinio della rivista Cinéa. Sempre negli stessi anni a Parigi, Ricciotto Canudo ed il suo Club des Amis du Septième Art diffondeva il cinema come arte con incontri mensili. Negli anni successivi, sorsero quindi nuovi Cine Club in tutta la Francia, favorendo così lo sviluppo e la diffusione di un nuovo linguaggio cinematografico legato alle avanguardie storiche. Nasceva però la necessità di superare la censura, rivolta in particolare modo al cinema russo d'avanguardia, allora considerato un veicolo di idee sovversive. Nel 1927 quando sul territorio nazionale si iniziavano a contare una ventina di Cine Club, nacque l'esigenza di trovare una formula che permettesse ai Cine Club di avere una legislazione che li salvaguardasse, ed a tale scopo nacque nel '29 la Fédération française des ciné-clubs (FFCC).
Ma sul nascere del movimento dei cine club, una parte importante la ebbe quella "rivoluzione nella mentalità cattolica riguardo al cinema, che divenne un'arma per la Chiesa francese, determinata a impadronirsi dei mezzi di comunicazione moderni per riconquistare il terreno perduto dalla scristianizzazione". Nasceva così il Centro Cattolico del Cinema (e il suo organismo di distribuzione: Dossiers du cinéma), creato dal canonico Joseph Reymond nel 1927.

### La diffusione dei Cine Club in Europa

Luis Buñuel nel 1929

La prima Film Society britannica nacque nel 1925 ad opera di Ivor Montagu e Hugh Miller, che anche qui, attraverso proiezioni private riservate ai soli soci, poteva permettersi di superare la censura imposta sui film russi dal British Board of Film Censors, mentre il primo "cineclub" della Spagna fu fondato da Ernesto Giménez Caballero nel 1928, allora direttore del La gaceta literaria, e fu diretto da Luis Buñuel fino al suo trasferimento a Parigi. Analogamente si mosse il Benelux, il cui Cine Club più noto fu il Filmliga di Amsterdam nato nel settembre del 1927.
Negli anni '30, la diffusione capillare di sale cinematografiche sia pubbliche che private, favorì fortemente la nascita di nuovi Cine Club, che alcune volte possedevano una sala propria, altre potevano usufruire delle sale cinematografiche sempre più numerose.

Enzo Ferrieri negli anni '50

Se il fenomeno dei Cine Club era in forte sviluppo nell'Europa liberale, analoghe iniziative venivano prese anche negli stati a regime totalitario, dove però in molti casi vennero ridimensionati o censurati in parte o totalmente. Con l'avvento del nazismo in Germania (1930) i Filmfreunden non ebbero più margine d'azione. Anche in Spagna, l'avvento di Francisco Franco impedì l'evolversi del movimento dei Cineclub distrutti dalla guerra civile, mentre nel Portogallo di António de Oliveira Salazar molti Cineclube furono chiusi ed i gestori, sospettati di eversione ed arrestati. Nell'URSS dove il cinema d'avanguardia russo era acclamato ovunque dal mondo intellettuale, solo con l'arrivo di Stalin (1940) ed il riconoscimento del realismo socialista come unico linguaggio artistico permesso, furono messi al bando quegli autori del cinema russo d'avanguardia che tanto avevano dato allo sviluppo del linguaggio cinematografico e che avevano trovato terreno fertile nei Cine Club di tutta Europa. In Italia invece il primo Cine Club fu fondato a Milano nel 1926 dal circolo letterario Il Convegno diretto da Enzo Ferrieri, per poi diffondersi negli anni seguenti anche attraverso i GUF e le loro cellule cinematografiche denominate CineGUF.
I Cine Club di tutta Europa, ed i loro equivalenti statunitensi, furono fondamentali per lo sviluppo di un pensiero legato a quello che oggi viene chiamato "cinema d'artista", per il quale in passato si utilizzavano i termini "cinema d'avanguardia" o "cinema sperimentale".

### Italia '20/'30: Cine Club, CineGUF e Cinema sperimentale

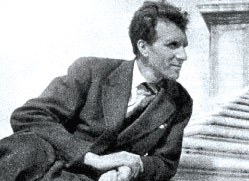
Francesco Pasinetti nel 1938

Se negli anni '60, la critica cinematografica italiana tendeva a negare il consolidamento dei Cine Club e della cultura cinematografica sperimentale in Italia, negli ultimi anni, la ricerca storico-critica rivaluta sempre più le attività di questi centri e delle elaborazioni teoriche che li si facevano. Oltre al già citato Cine Club milanese Il Convegno, nel 1928 sempre Enzo Ferrieri organizza il Cine Convegno milanese, in cui vengono proiettati artisti come René Clair, Alberto Cavalcanti, Fernand Léger ed Sergej Michajlovič Ėjzenštejn. Nel 1934 poi, per volontà di Luigi Freddi, direttore del settore cinema presso la Presidenza del Consiglio dei Ministri, furono istituzionalizzati i CineGUF, legati ai Gruppi universitari fascisti, che seppur rivolti verso una retorica nazionalista che tendeva a sopire le forme più libere del cinema, rivolgendosi perlopiù verso il cinema di propaganda fascista, contribuirono allo sviluppo teorico di un cinema sperimentale italiano. Nel '35 Francesco Pasinetti, legato ai CineGUF, scriveva nella rivista Quadrivio: "Per cinematografo sperimentale intendiamo le espressioni di film a passo ridotto e per cineamatori quelli che eseguiscono detti film", demarcando la differenza dai cine-dilettanti con "l'avvicinamento a quello che può essere un cinema artistico, che non si preoccupa dei valori commerciali", mentre Domenico Paolella nel suo saggio Il film sperimentale ne sancisce la separazione sia dal cinema commerciale che dal cinema d'avanguardia, definendo il cinema sperimentale come "fenomeno schiettamente italiano".

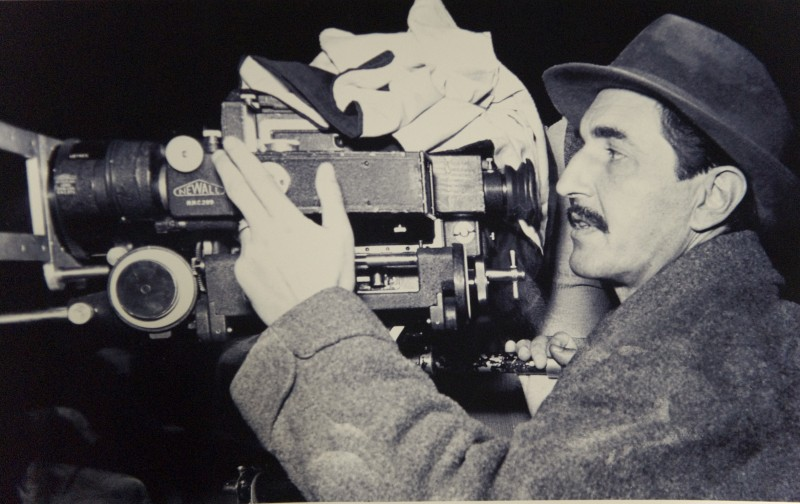
Antonio Leonviola in una foto degli anni '70

Infatti, a differenza della realtà statunitense, tali strutture riunivano spesso le migliori menti sia della cultura fascista (CineGUF), che di quella con posizioni più morbide ed a volte antifasciste (Cine Club), e venivano sovvenzionate dallo stato sia prima che dopo la guerra, permettendo agli iscritti di autoformarsi per poi partecipare attivamente al panorama cinematografico nazionale. Nel dopoguerra, anche a causa del legame con i GUF e del prevalere del neorealismo, il termine "cinema sperimentale" cadde in disuso. Rimangono di quel periodo della cinematografia italiana alcuni importanti film fra cui Mediolanum del 1933 e Sinfonia del lavoro e della vita del 1934 di Ubaldo Magnaghi, Entusiasmo e Nuvole del 1934 di Francesco Pasinetti, Il cuore rivelatore del 1934 di Mario Monicelli e Fiera di tipi del 1934 di Antonio Leonviola. Vi fu poi il lavoro di Luigi Veronesi, che dal 1939 con i suoi Film, una serie di pellicole nelle quali il pittore dipingeva a mano i fotogrammi, e con il suo compendio Note di cinema pubblicato dal CineGUF di Milano nel 1942, è fra i pochissimi in Italia ad affrontare le tematiche del cinema astratto.
Il critico Sergio Frosali, nel saggio autobiografico Professione Voyeur, all'età di vent'anni e all'epoca poco politicizzato, frequentatore del Cineguf di Firenze, racconta un convegno di critica cinematografica a Udine nell'inverno del 1943 con l'obiettivo di discutere il motivo per cui il cinema nazionale non ritraesse adeguatamente la vita italiana. Riferisce che, Nonostante l'appartenenza a un'organizzazione fascista, i "guffini" godevano di una certa tolleranza per le loro eccentricità e si permettevano di fischiare i vacui cinegiornali che mostravano segretari federali tagliare nastri. Frosali stesso, pur non essendo politicamente acculturato, propose Ernst Hemingway come modello di approccio narrativo e sociologico per un cinema che rispecchiasse la "vera realtà nazionale", un atto coraggioso per l'epoca. I partecipanti ebbero anche l'opportunità di vedere capolavori conservati nella cineteca del Centro Sperimentale di Cinematografia, inclusi film sovietici di Eisenstein, Pudovkin e Dovženko, opere dell'espressionismo tedesco e recenti film americani. Frosali rifletteva che in quei giorni, per la sua generazione, "il neorealismo era nell’aria".

### Dopoguerra e diffusione mondiale del movimento

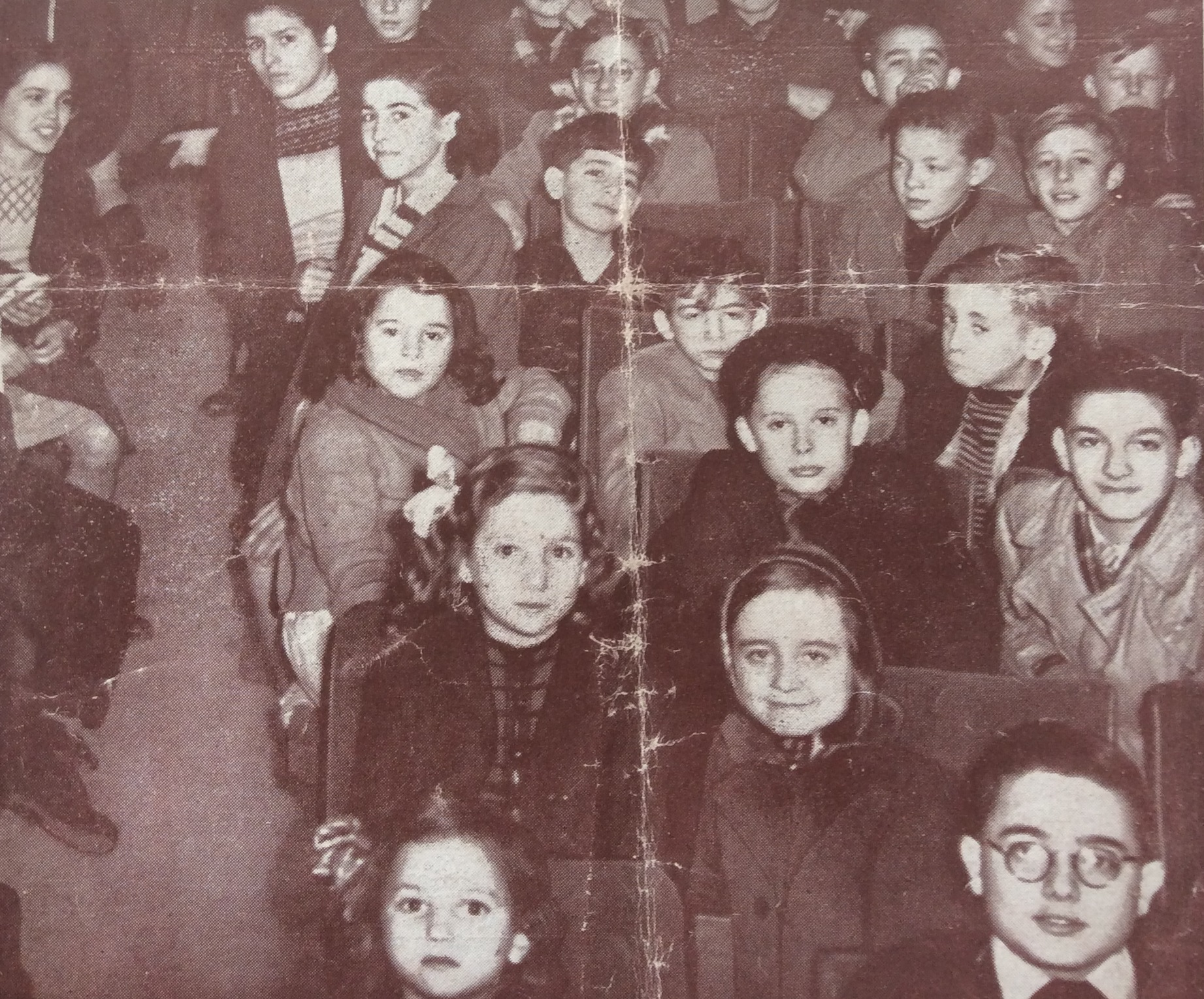
"Alcuni bambini nella sala Récamier" (Informazioni Ufocel, n. 17, novembre 1948).

Nel dopoguerra il fenomeno dei Cine Club aveva assunto ormai proporzioni molto ampie, e pressappoco ogni nazione, di ogni continente poteva vantare una discreta rete di circoli perlopiù confederati tra loro. La Francia, che aveva visto nascere il fenomeno, vantava la rete più vasta di associazioni riunite sotto la FFCC, mentre i territori coloniali francesi del Nord Africa avevano una loro federazione con sede ad Algeri.
L'Inghilterra aveva il British Film Institute, che coordinava più di 200 Film Societies ed anche ogni dominion aveva la sua rete di Cine Club.
Una vasta rete di cine club andò sempre più espandendosi nei paesi dell'America Latina, con l'Uruguay in testa, che aveva tre diverse reti di cine club, ognuna con le sue riviste, e poi l'Argentina, con l'associazione di Buenos Aires che pubblicava l'importante Gente de cine.
Il movimento era invece totalmente assente negli Stati Uniti d'America dove il cinema era totalmente in mano all'industria, ed in URSS dove al contrario era totalmente statalizzato. Tra i paesi comunisti faceva eccezione la Iugoslavia, dove una rete di cine club era sostenuta dalla cineteca di Belgrado.
Se praticamente tutti i continenti vedevano crescere il movimento dei cineclub, nacque naturale l'esigenza di costituire una federazione internazionale, che venne istituita nel 1947 con il nome di Féderation Internationalle des Ciné-clubs.

## I Cine Club nel mondo

### Federazione internazionale
L'organo internazionale dei Cine Club è la Federazione Internazionale dei Cine Club, che spesso viene abbreviata nell'acronimo FICC. Questa associazione internazionale nacque a Cannes in Francia nel 1947 dall'incontro di molti gruppi internazionali, e per questo spesso ci si riferisce ad essa con il nome francese Fédération Internationale des Ciné-Clubs.

### Australia
L'organo nazionale delle Film Societies australiane fu istituito nel 1949 con il nome di Australian Council of Film Societies (ACOFS).
Alcuni membri autorevoli del film society movement australiano Ian Klava, David Stratton, Michael Thornhill, Frank Moorhouse, Ken Quinnell e John Flaus.

### Bangladesh
La nascita del movimento delle Film societies in Bangladesh risale ai tardi anni '80, quindi, nonostante l'attenzione delle nuove generazioni al fenomeno, questi centri culturali non sono molti. Vantano però una organizzazione nazionale coordinata dal Bangladesh Federation of Film Societies.

### Canada
Gli inizi della alfabetizzazione filmica canadese può essere tracciata dall'arrivo relativamente tardo del movimento delle Film Sicieties. Se i primi Cine Club francesi nacquero nel 1924 ed a Londra negli anni subito a ridosso, bisognerà aspettare il 1935 perché Donald Buchanan assembli un numero sufficiente di menti entusiaste per formare la National Film Society of Canada. Questa organizzazione, largamente modellata sul British Film Institute. È a questa istituzione che è demandata la formazione di una genuina cultura filmica. In meno di un anno questa società si ramificherà ad Ottawa, Toronto, Montréal e Vancouver.
Il dopoguerra è oggi visto come l'"età dell'oro" del movimento dei Cine Club canadesi. La National Film Society cambiò nome nel 1950 in Canadian Film Institute diventando un centro di documentazione per un gran numero di club canadesi e nel 1954 un gruppo si staccò formando la Canadian Federation of Film Societies (CFSS).

### Francia

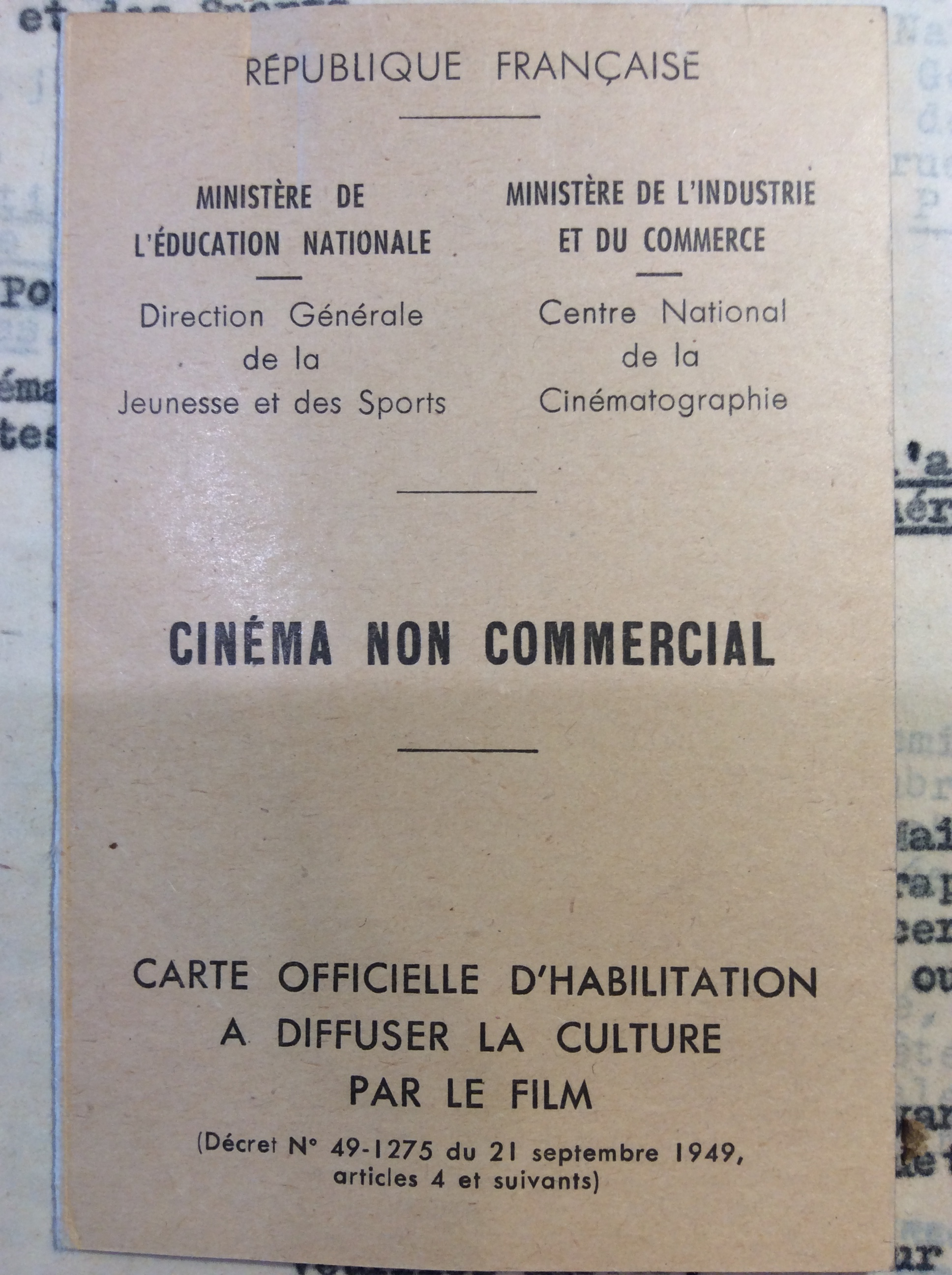
Tesserino di abilitazione alla diffusione del cinema non commerciale

Il termine "film club" compare per la prima volta nell'aprile del 1907 con la creazione del "Filmclub" di Edmond Benoit-Lévy. Situato al 5 di boulevard Montmartre a Parigi, aveva lo scopo di conservare e mettere a disposizione dei suoi soci tutti i documenti e le produzioni cinematografiche esistenti. Era inoltre dotato di una sala proiezioni. Fu poi il teorico del cinema italiano Ricciotto Canudo, residente a Parigi dal 1921, che fondò uno dei primi cine club.
Dopo la prima guerra mondiale, il regista e critico cinematografico Louis Delluc fondò uno dei primi cine club, oltreché l'importante rivista cinematografica Cinéa. Nel 1930 Jean Vigo fondò il primo cineclub a Nizza, Les Amis du Cinéma. Nel 1935 Henri Langlois e Georges Franju fondarono il Cercle du cinéma, che nel 1936 divenne la Cinémathèque française, con lo scopo di proiettare e conservare vecchi film.
Dopo la seconda guerra mondiale, il movimento dei cine club conobbe un vero e proprio boom. Nel 1945 fu fondata la società cinematografica di Annecy, da cui ebbe origine il Festival internazionale del film d'animazione di Annecy. Nel 1946 nacque la Fédération française des ciné-clubs grazie al contributo di Jean Painlevé. Nel 1948 André Bazin, insieme a Jean-Charles Tacchella, Jacques Doniol-Valcroze, Alexandre Astruc, Claude Mauriac, René Clément e Pierre Kast, fondò il cine club d'avanguardia Objectif 49. Jean Cocteau ne divenne il presidente. Questo circolo divenne la culla della Nouvelle Vague. Objectif 49 organizzò il Festival du Film Maudit (Festival del Film Maledetto), che si tenne a Biarritz nel 1949.
François Truffaut ha vividamente descritto l'impegno di Bazin nel movimento del ciné-club:
La primo cine-club francese esclusivamente femminile fu fondato negli anni '70 a Tolosa.
Nel 2005 il Musée Dapper di Parigi ha fondato il primo cine-club interamente dedicata al cinema africano, caraibico e della diaspora afroamericana, in occasione dei 50 anni di cinema africano.

### Germania
I primi cinef club si svilupparono in Germania dopo il 1945, su ispirazione dei movimenti inglesi e francesi dopo la Seconda Guerra Mondiale, al fine di promuovere uno scambio culturale apolitico e una coscienza democratica. Negli anni '50, il decennio di fioritura del movimento dei cineforum, si verificò un'ondata di ricostituzioni, anche nella zona di occupazione sovietica e/o, in seguito, nella Repubblica Democratica Tedesca. I cineforum divennero associazioni indipendenti o operarono nell'ambito di nuovi sviluppi che l'istruzione e la cultura avevano già esaurito. Da essi derivarono importanti impulsi per il panorama cinematografico tedesco, come la fondazione di festival cinematografici tra i quali l'International Filmfestival Mannheim-Heidelberg.
Nella Repubblica Federale Tedesca, tuttavia, il numero dei cine club diminuì a tal punto che nel 1971 l'associazione federale si sciolse. Negli anni '70, in molti luoghi le sale cinematografiche locali presero il posto dei cine club.
Con il crollo della Repubblica Democratica Tedesca, molti cineforum della Germania Est persero le basi finanziarie e organizzative, ma riuscirono anche qui a unire le forze con le sale cinematografiche locali.
In Germania ci sono due organismi nazionali per i cine club che sono membri della Federazione Internazionale dei Cine Club, il Bundesverband Jugend und Film e.V. e il Bundesverband kommunale Filmarbeit.

### India

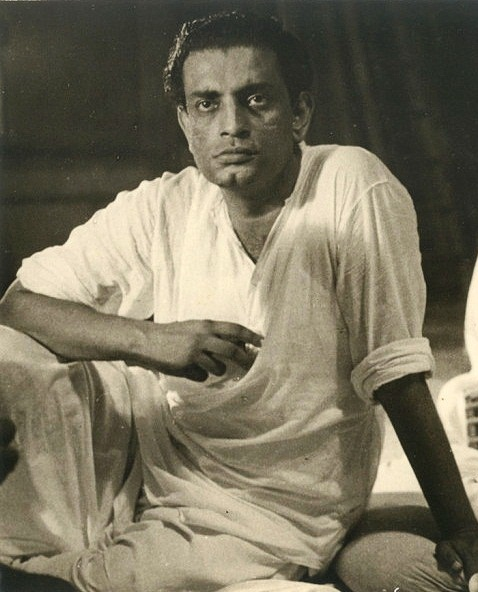
Satyajit Ray in una foto del 1955

Il regista Satyajit Ray fondò il primo cine club indiano, la Calcutta Film Society, nel 1947. Nel 1959, la Federation of Film Societies of India fu costituita come organizzazione centrale che univa le società cinematografiche di Calcutta, Delhi, Bombay (oggi Mumbai), Madras (oggi Chennai) e Patna. Satyajit Ray fu eletto presidente.
A Chennai, nel 1981, appassionati di cinema e laureati in istituti cinematografici fondarono la Chennai Film Society. Sivakumar ne fu il segretario fondatore e Sasikumar il presidente fondatore. Fu attiva per 15 anni con proiezioni di film internazionali, corsi di approfondimento cinematografico, incontri con registi, proiezioni retrospettive di grandi maestri e festival cinematografici per celebrare anniversari. Gestì per cinque anni una rivista cinematografica in lingua tamil chiamata Salanam. Con l'avvento dei DVD, dei canali televisivi satellitari e l'impegno di molti dei suoi organizzatori nella produzione cinematografica, la Chennai Film Society scomparve lentamente.
La prima società cinematografica del Kerala fu fondata a Trivandrum nel 1965. Fu fondata dal celebre e pluripremiato regista Adoor Gopalakrishnan. Aprì la strada a un nuovo cinema malayalam.
L'Indo Cine Appreciation Foundation di Chennai organizza dal 2003 a dicembre un festival cinematografico internazionale a cadenza annuale, il Chennai International Film Festival (CIFF).
Secondo lo studioso di cinema Amrit Gangar, è necessario che tutti gli iscritti abbiano almeno 18 anni, per far si che le società cinematografiche siano autorizzate a proiettare film senza censure. Yadarthaa è un'associazione cinematografica attiva dal 4 dicembre 1978 a Madurai, nel Tamil Nadu. La Tamil Nadu Children Film Society organizza il Madurai International Children Film Festival dal 2004.

### Italia
Il dopoguerra italiano vide una notevole germinazione, anche se non priva di contrasti, di nuovi Cine Club su tutto il territorio nazionale, dovuti anche alla chiusura dei CineGUF, ed alla riorganizzazione di chi con loro aveva collaborato.
Tra i primi vi fu il Cineclub Primi Piani, un'importante associazione cinematografica fondata a Firenze subito dopo la liberazione. Si distinse per essere il secondo circolo del cinema italiano in ordine di tempo. Il cineclub fu gestito da un gruppo di fondatori, che includeva Sergio Frosali insieme a Guglielmo Amerighi e Piero Turchetti, all'epoca studenti di lettere. Essi curarono la riapertura dell'ex-Teatro Nazionale dei Guf in via Laura, che divenne la sede delle proiezioni.
La nascita dellUnione Nazionale degli Studenti Universitari Italiani, produsse i Circoli Universitari Cinematografici (CUC); mentre in ambito cattolico, su iniziativa del domenicano padre Félix Morlion (fondatore dell'Università internazionale degli studi sociali Pro Deo) e del gesuita padre Angelo Arpa, furono costituiti i Cineforum. Vi erano poi i Circoli del Cinema che non aderivano a nessuna istituzione e che si organizzarono nella Federazione italiana dei circoli del cinema (FICC). Il sempre crescente movimento dei Cine Club, divenne presto un terreno di scontro politico, anche a causa degli appetiti dei partiti di massa, che vedevano nei circoli uno strumento di sottogoverno ed un modo per trovare consenso elettorale. Fu così che a partire dagli anni '50 il movimento dei circoli italiano si divise in molteplici fazioni su base ideologiche o religiose, vedendo sfumare la possibilità di una federazione unica nazionale che li rappresentasse tutti o quasi.
Pur continuando a disgregarsi, i Cine Club ottennero una organizzazione giuridica con la legge nr. 1213 del 4 novembre 1965. Ad oggi quindi, le associazioni nazionali che usufruiscono della legge nr. 153 del 1º marzo 1994 per il finanziamento dei Cine Club sono: Associazione per iniziative cinematografiche audiovisive (AICA); Associazione nazionale circoli cinematografici italiani (ANCCI); Cinecircoli giovanili socioculturali (CGS); Cineforum italiano (CINIT); Centro studi cinematografici (CSC); Federazione italiana dei cineclub (FEDIC); Federazione italiana dei cineforum (FIC); Federazione italiana dei circoli del cinema (FICC); Unione circoli cinematografici ARCI (UCCA); Unione italiana circoli del cinema (UICC).

### Nuova Zelanda
La prima Film Society in Nuova Zelanda fu costituita nel 1945. e nel 2015 la New Zealand Federation of Film Societies rappresentava 14 regioni.

### Polonia

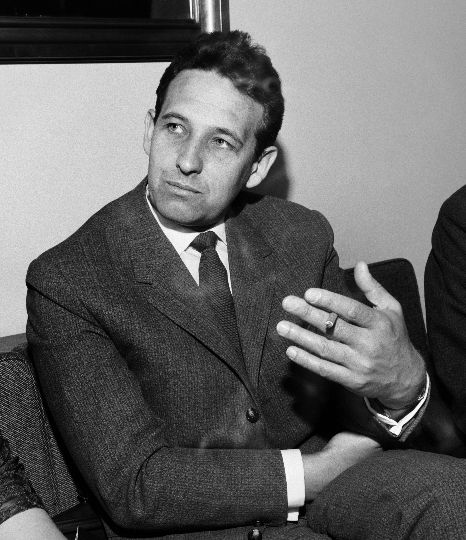
Andrzej Wajda nel 1963.

L'organo nazionale per le Filmowych della Polonia è la Federazione Polacca dei Cine Club (Polska Federacja Dyskusyjnych Klubów Filmowych - PF DKF), che vede come membro onorario Andrzej Wajda

### Portogallo
L'organo nazionale dei Cineclube del Portogallo è il Portuguese Federation of Film Societies, che vede al suo interno anche il Cine Club dell'Università di Évora.

### Regno Unito
La prima Film Society fu istituita a Londra nel 1925 da un gruppo di intellettuali composti da Iris Barry, Sidney Bernstein, Adrian Brunel, Hugh Miller, Walter Mycroft e Ivor Montagu per mostrare film che erano stati respinti dal circuito commerciale, perlopiù film europei o film che non avevano passato il visto della censura, perlopiù film provenienti dall'Unione Sovietica. Tra i promotori di questa iniziativa vi erano George Bernard Shaw, H. G. Wells e molti del Bloomsbury Group. Il club fu chiamato semplicemente Film Society e con il nascere degli altri Cine Club fu soprannominata London Film Society. Altri Cine Club importanti nati negli anni successivi furono l'Edinburgh Film Guild (1929) e Salford Workers Film Society (1930). Anche molte organizzazioni studentesche di università e college hanno dei Cine Club, come Warwick Student Cinema alla University of Warwick o il St. John's College Film Society del St. John's College della University of Cambridge.
L'organo nazionale dei Cine Club britannici è il British Federation of Film Societies (BFFS).

### Spagna
In Spagna ci sono due federazioni dei Cine Club, la Federazione dei Cine Club Catalani (Federació Catalana de Cine Clubs) e la Federazione dei Cine Club della Galicia (Federación de Cineclubes de Galicia «Feciga».).

### Stati Uniti
Tra il 1946 ed il 1954 la rassegna Art in Cinema veniva presentata ad un vasto pubblico nei programmi di cinema sperimentale del San Francisco Museum of Art e all'Università di Berkeley, ma i film d'artista venivano già presentati in molti incontri in molti musei statunitensi. Furono Amos Vogel e sua moglie che, ispirati dalle proiezioni organizzate da Maya Deren crearono la prima Film Society chiamata Cinema 16 nel 1947. Il movimento dei Cine Club degli Stati Uniti rimase però molto marginale, anche a causa dell'impostazione puramente industriale del cinema americano. Non di meno questi club riuscirono a collegarsi ad una rete di altre strutture come quelle museali, ed a generare un'importante ed influente cultura cinematografica alternativa al circuito mainstream.

### Svizzera
Fra la fine degli anni ’60 e l’inizio degli anni ’80 in Svizzera è stata attiva la Cineteca Pollitzer, che si proponeva di diffondere la cultura cinematografia ai migranti italiani in Svizzera attraverso l'organizzazione di cineclub, corsi e rassegne.